# Viridimicus unitus
Viridimicus unitus är en skalbaggsart som beskrevs av Jameson 1990. Viridimicus unitus ingår i släktet Viridimicus och familjen Rutelidae. Inga underarter finns listade i Catalogue of Life.